# 河合潔
河合 潔（かわい きよし、1889年（明治22年）6月14日 - 1954年（昭和29年）1月23日）は、大日本帝国陸軍軍人。最終階級は陸軍少将。

## 経歴
1889年（明治22年）に岡山県で生まれた。陸軍士官学校第23期卒業。1939年（昭和14年）8月1日に陸軍砲兵大佐進級と同時に高射砲第115連隊長に着任。1941年（昭和16年）11月19日に防空第2連隊長（東部軍・東部防空旅団）に転じた。
1944年（昭和19年）3月1日に陸軍少将進級と同時に千葉陸軍防空学校附となる。その後、千葉陸軍高射学校附を経て、5月10日に中部防空集団長に着任。6月1日に中部高射砲集団長となり、1945年（昭和20年）5月5日に高射第3師団長（第2総軍・第15方面軍）に就任。大阪で防空の任に就き、終戦を迎えた。
1947年（昭和22年）11月28日、公職追放仮指定を受けた。